# Ius publice respondendi
Ius publice respondendi (łac. prawo publicznej odpowiedzi) – uprawnienie, przywilej nadawany niektórym prawnikom rzymskim przez cesarza. Nadany pierwszy raz przez Augusta. To uprawnienie, w myśl zasady ex aequo et bono ("z tego co słuszne i dobre") pozwalało prawnikom korygować surowe i niesprawiedliwe zasady prawa. Prawnicy udzielali opinii "pod autorytetem cesarza" (ex auctoritate principii). Porady te zwano responsa prudentium ("odpowiedzi uczonych"). Powstała w ten sposób kategoria jurystów o autorytecie uznanym oficjalnie przez cesarza. Ci juryści "autoryzowani" wpływali w sposób stanowczy na kierunek orzecznictwa, a ich zgodna opinia - wg reskryptu Hadriana - uzyskała moc prawa, przy rozbieżności zdań opowiedzenie się za poglądem któregoś z tych autorytetów pozostawiono uznaniu sądu.
Z czasem zaczęto wyróżniać prawników o autorytecie większym niż inni.
W roku 321 Konstantyn Wielki, by zakończyć "wieczne spory uczonych" (perpetuas prudentium contentiones), pozbawił mocy wiążącej uwagi (Notae) Paulusa i Ulpiana do dzieł Papiniana. Około 327/8 uznał obowiązywanie wszystkich pism Paulusa, chwaląc je za jasność i ścisłość wykładu. Następnym krokiem była Konstytucja raweńska z 426, później Digesta Justyniana z 533.